# Jan (Kozłowicz)
Jan, nazwisko świeckie Kozłowicz (zm. 6 marca?/17 marca 1757) – biskup Rosyjskiego Kościoła Prawosławnego pochodzenia ukraińskiego.

## Życiorys
Absolwent Akademii Mohylańskiej, w której, po ukończeniu studiów, był wykładowcą retoryki. W 1743 został prefektem i wykładowcą filozofii w Akademii Słowiańsko-Grecko-Łacińskiej w Moskwie. Pięć lat później objął stanowisko jej rektora, a następnie został również przełożonym dwóch moskiewskich monasterów: Zaikonospasskiego i Dońskiego, z godnością archimandryty.
7 marca 1753 przyjął chirotonię biskupią i objął urząd biskupa perejasławskiego i boryspolskiego. Opiekował się miejscowym seminarium duchownym, dla którego wzniósł murowany budynek. Z funduszy klasztorów eparchii zbudował ponadto dwa drewniane domy, w których mogli mieszkać ubodzy słuchacze seminarium. Polecił, by przy wszystkich cerkwiach w Perejasławiu powstały przytułki dla ubogich i wielokrotnie wspierał je finansowo. Regularnie odwiedzał więźniów, rozdawał jałmużnę, dzięki czemu nazywany był przez wiernych Janem Miłościwym. Zmarł w 1757.